# Dare You
Dare You is een nummer van de Nederlandse dj Hardwell uit 2013, ingezongen door de Amerikaanse zanger Matthew Koma.
Het nummer werd een hitje in het Nederlandse taalgebied en het Verenigd Koninkrijk. In de Nederlandse Top 40 haalde "Dare You" een bescheiden 31e positie. In de Vlaamse Ultratop 50 was het succesvoller met een 13e positie.